# Pinnatella anacamptolepis
Pinnatella anacamptolepis là một loài Rêu trong họ Neckeraceae. Loài này được (Müll. Hal.) Broth. miêu tả khoa học đầu tiên năm 1906.